# Nematogmus sanguinolentus
Nematogmus sanguinolentus är en spindelart som först beskrevs av Charles Athanase Walckenaer 1842.  Nematogmus sanguinolentus ingår i släktet Nematogmus och familjen täckvävarspindlar. Inga underarter finns listade i Catalogue of Life.